# Пижама
Пижа́ма — разновидность домашней одежды, используемой преимущественно для сна. Типичная пижама, состоящая из свободных штанов и рубашки (куртки, жакета), является широко распространённой в домашнем обиходе. Чаще всего пижама окрашена в полоску вдоль контрастных цветов.
Существует множество различных фасонов пижам, различающихся формой воротника рубашки, карманов, застёжек и отделки. Кроме того, пижамы различаются и в зависимости от носки при определённых погодных условиях: они делятся на тёплые, и на лёгкие (летние).

## Этимология
Слово «пижама» пришло из языка хинди. Оно первоначально происходит от перс. پايجامه‎ («пойджома»), которое означает «одежда для ног». Изначально слово означало лёгкие, свободные штаны, затягивающиеся на шнурок вокруг талии, которые широко носили в Южной и Западной Азии.
На русском языке данный предмет одежды, по-видимому, впервые упоминается в книге очерков «В дальних водах и странах» за авторством писателя и литературного критика Всеволода Крестовского:

Мои мечтательные наблюдения были неожиданно прерваны изумленным возгласом поместившегося рядом Ф. Е. Толбузина:
—Батюшки! Это что еще за мода такая?
Я повернулся к нему с вопросом, в чем дело.
—Глядите, пожалуйста, в чем эти господа изволят парадировать!
И он кивнул головой на нескольких англичан и немцев, прохаживавшихся по палубе.

Действительно, просторный костюм этих господ для непривычного глаза казался несколько странным: он состоял из серенькой клетчатой фланелевой кофты и таких же шаровар. То и другое было широкого покроя на завязках и надевалось без белья прямо на тело: обувью служили туфли, надетые на босую ногу. Этот костюм, заменяющий в некотором роде халат, называется патжам и, несмотря на всю свою чересчур уже домашнюю бесцеремонность, приобрел себе право гражданства на всех иностранных пассажирских пароходах, совершающих рейсы в южных водах: мужчинам разрешается облекаться в патжамы после восьми часов вечера и гулять в них свободно по палубе и в кают-компании. На присутствие дам при этом не обращается ни малейшего внимания, и замечательно, что ввели такое халатное обыкновение сами чопорные англичане, которые в своих патжамах не стесняются подходить к дамам, подсаживаться рядом и вступать с ними в самые любезные разговоры. Говорят, будто такой костюм застраховывает от влияния вечерней морской сырости. Может быть и так, но не могу не заметить, что за все время плавания никто из нас, русских, никаких патжамов не носил и никаких от этого вредных последствий не испытывал.— Крестовский В. В. В Красном море // В дальних водах и странах. В 2-х томах. — М.: Век, 1997. — Т. 1.
Проникнув в Россию, данный предмет одежды не имел устойчивого названия, все варианты, будучи варваризмами, могли употребляться в том числе и несклоняемыми. К примеру, в анонимной книге «Джентльмен и моды» 1912 года, изданной в Петербурге, данный предмет гардероба назван «пиджами». В статье «Курьёзы моды», опубликованной в «Синем журнале» в 1914 году упоминается то, что у женщин «последним шиком считается утренний „пиджама“ вместо… устаревшего пеньюара». Также форма «пиджама» встречается и в некоторых других русскоязычных источниках 1910-х годов, в частности, в рассказе Ивана Бунина «Господин из Сан-Франциско» 1915 года: «накинув фланелевые пиджамы пили кофе, шоколад, какао». В дальнейших изданиях рассказа, в частности, собраниях сочинений Бунина, форма «пиджама» было заменено на более привычное «пижама» (что отражено, в частности, в Национальном корпусе русского языка). В романе Юрия Слёзкина «Ольга Орт» того же 1915 года встречается форма «пижамо»: «в мягком полосатом „пижамо“ и лакированных туфлях, Желтухин сидел в своем кресле и читал Готье…»
Современная форма этого слова, по-видимому, проникла в русский язык из французского. Как и в случае с другими варваризами-обозначениями данного предмета одежды, отмечается употребление слова «пижама» в качестве несклоняемого, фиксируемое в текстах 1910-х годов: например, в рассказе Пьера Милля «Китаец», опубликованном на русском в переводе Николая Минского в журнале «Нива» в № 22 1913 год («Он раскрыл свою корзину бережно, как будто там находились драгоценности, и нашему взору предстали воротнички, пижама, белые кителя, белыя панталоны, рубашки, правильно сложенные отдельными пакетами для каждого офицера»); в книге российского и советского юриста Николая Таганцева «Пережитое. Учреждение Государственной Думы в 1905—1906 гг.» 1919 г. («Теперь новому портняжных дел мастеру надо было соорудить нечто утреннее, модное, вроде „пижама“ общеевропейского образца…») и т. д. По всей вероятности, тогда ударение в несклоняемой форме этого слова ставилось на последний слог: «пижама́» (это в частности, фиксируется в песне Александра Вертинского «Мадам, уже падают листья», написанной, правда, в 1930 г.). О несклоняемом «пижама» как уже о устаревшем, упоминается в книге «Праивльно ли мы говорим?» 1961 года Бориса Тимофеева. Но, по-видимому, уже к середине 1910-х годов, данное слово начало склоняться. Так, в собрании РНБ среди источников, уже свидетельствующих об употреблении слова «пижама» в качестве склоняемого, можно назвать 14-й выпуск «Синего журнала» за 1916 год с приводимым описанием английской утренней дамской пижамы, рассказ Владимира Лидина «Эдмонд Шателен», опубликованный в том же году в XII книге журнала «Русская мысль» и в репортаже «Цеппелины над Англией» Владимира (Зеэва) Жаботинского, вышедшем в «Русских ведомостях» в 1916 году и в 49-м номере «Нивы» за тот же год. В Национальном корпусе русского языка самое первое упоминание слова «пижама» отмечается в рассказе «Островитяне» 1917 года Евгения Замятина:

Утром Кембл проснулся ― Диди уже не было, но ею пахло, и лежала на стуле черная пижама, Кембл с трудом поднялся, натянул вчерашний свой смокинг.
<…>
На ней была любимая черная пижама: корсаж разрезан до пояса и слегка стянут переплетом шнура, и сквозь черный переплет ― розовое.

Кроме того, корпус отмечает и другое упоминание этого слова в современном виде за этот же год в дневниковой записи Александра Бенуа: художник вспоминает, что только освобождённый в феврале 1917 года агент спецслужб Иван Манасевич-Мануйлов выходил из «Крестов», сопровождаемый толпой, «по морозу — в светлой пижаме». Также в современном виде слово содержится в рассказе Пьера Милля «Ганс-Эмиль-Адольф» (автор перевода на русский неизвестен), опубликованном в 9-м номере «Нивы» за 1917 год:

В ту минуту, как он укладывался спать, пришлось выбирать между ночной рубашкой и шёлковой «пижамой»: ящики большого комода между двух окон были полны богатейшей одеждой и бельём. Он выбрал пижаму, как более удобную, и спокойно и крепко уснул.
— Ганс-Эмиль-Адольф // Нива : журнал. — Петроград: Товарищество А. Ф. Маркс, 1917. — № 9. — С. 135—136.
Уже после революции 1917 года современное «пижама» окончательно закрепилось в русском языке, хотя встречаются отдельные упоминания варианта «пиджама».

## История
В Европе пижама появилась примерно в 1870-х или в 1890-х годах, будучи привезённой из Индии. По другой версии, распространяемыми некоторыми интернет-ресурсами, пижаму привезли французские путешественники с Гоа в XVII веке, однако новинка не прижилась, и упоминания о ней есть лишь в португальских источниках. Впрочем, эта версия весьма сомнительна. Тем не менее, к началу XX века пижама оказалась очень популярной одеждой для сна среди мужчин (хотя статья в «Vogue» ещё за 14 июля 1898 года описывает, что современная на тот момент пижама в США уже тогда широко распространилась и закрепилась; а в американской же книге «The etiquette of men’s dress», руководстве «языка костюма» для мужчин, датируемой 1888 годом, пижама также описывается как широко распространившийся предмет одежды), а после обеих мировых войн она вытеснила из мужского гардероба бытовавшую до этого ночную рубашку (в Великобритании общепринятой пижама стала ещё в 1900—1910 годах). Одним из немаловажных факторов, поспособствовавших распространению пижамы, было её большее удобство ношения, нежели ночной рубашки (в частности, в дороге и в жаркую погоду). В России (а затем — СССР) пижама как предмет одежды прижилась очень быстро, и, судя по частоте упоминания в литературе и СМИ, окончательно закрепилась к середине-концу 1920-х годов.
Пижамы конца XIX века изготовлялись из таких тканей, как шёлк (бывший одним из самых популярных материалов для пижам в те годы не в последнюю очередь как желательный с санитарной точки зрения), нансук, шевиот, эпонж, мадрас, перкаль, кашемир, лёгкая фланель, и т. д..
В 1920-х годах Коко Шанель внедрила пижаму в женский гардероб наряду с другими предметами мужского гардероба: штанами, свитерами и т. д. По другой версии, у женщин пижаму популяризовала другая законодательница мод 1920-х годов, Грета Гарбо. Однако популярность женская пижама завоевала лишь после появления в ней героини Клодетт Кольбер в одной сцене фильма «Это случилось однажды ночью» 1934 года. Однако, вероятно, были единичные случаи ношения женщинами пижам и до 1920-х годов: так, в книге «The heritage of dress: being notes on the history and evolution of clothes» 1907 года, упоминается один случай ношения одной молодой леди мужской пижамы вместо ночной рубашки. В 1920—1940-е годы пижама была популярной женской одеждой, носившейся на пляж, а также использовавшимся в качестве вечерней одежды. Пижамы 1920-х годов изготавливались из шёлка, шёлкового и хлопчатобумажного сукна, вискозы, крепа, крепдешина, эпонжа, мадраса, фланели, муслина и перкаля.
В конце 1940-х — начале 1950-х годов в СССР пижама была не только домашней одеждой, но и своеобразным летним костюмом. Она использовалась в этом качестве в летние месяцы на южных курортах, что можно увидеть в ряде фильмов той поры. Со второй половины 1950-х пижама как летний костюм перестала использоваться. Также во времена СССР она выдавалась в отделениях городских больниц. В тех же 1950-х годах в Союзе пижама была отличительным признаком одежды пассажиров поездов, претендующих на респектабельность, но впоследствии, ввиду перехода пижамы из категории публичной одежды в интимную, её место заняла «спортивка» — тренировочный костюм.
В 1950—1960-е годы в СССР на пижамы шла т. н. пижамная ткань — плотная ткань из крашеного вискозного шёлка; на лёгкие — шёлковые и хлопчатобумажные ткани вроде полотна, пике, шотландки, репса и т. д.; а тёплые — из хлопчатобумажных тканей: бумазеи, фланели, байки, замши, вельвета различных видов и т. д. Детские пижамы шились главным образом из хорошо стирающихся хлопчатобумажных тканей. Женские пижамы шились из более нарядных тканей, нежели мужские. Также выпускались и трикотажные пижамы, изготавливавшиеся из мягкого или лёгкого трикотажного полотна. Зачастую по вороту, обтачкам карманов, манжетам рукавов и отворотам штанов пижамы отделывались тканью другого контрастного цвета (хотя также могли отделываться основной тканью).
Пижамные рубашки в те годы были свободной формы, как и однобортные, так и двубортные, чаще всего с длинными рукавами с манжетами или хлястиками (реже рукава могли быть короткие), с тремя или четырьмя накладными (реже прорезными) карманами, застёгивались на пуговицы или шёлковые шнуры; у женских пижам также были распространены куртки полуприлегающего или прилегающего силуэта или же свободные (наподобие матине) с застёжкой на пуговицы, иногда крючки и кнопки. Воротник пижамных рубашек был отложным, стоячим или шалевым, а у женских пижам воротник мог быть полушалевым или вовсе отсутствовать. Брюки держались на резинке или пояске, штаны пижам для детей дошкольного возраста часто были на бретелях.
Сейчас пижама используется как правило для сна, хотя есть и варианты типа домашней одежды. В Европе, в том числе и в России, пижама является основной одеждой пациентов больниц, в частности, пижама выдаётся пациентам в большинстве психиатрических больниц России. Многие современные пижамы имеют вместо рубашки футболку или фуфайку.

## Влияние на здоровье
Пижама стесняет кровообращение человеческого организма и уменьшает объём пододеждного пространства, в связи с этим её ношение нерационально в гигиеническом отношении. Резинка пижамных брюк, по мнению некоторых врачей, сдавливает брюшную область, что помимо нарушения кровообращения, также может привести и к нарушениям мочеполовой системы, а кроме того, и к угнетающему действию на тестикулы и нарушению полового здоровья.

## Галерея
- Мусульманская девочка в Индии, одетая в пижаму и курти (литография из Портретов принцев и жителей Индии Эмили Эден, 1844 г.)
- Девочка в пижаме с коротким рукавом; кукла в традиционном стиле
- Мальчики в стретч-трикотажной пижаме
- Малыш в пижаме до ног
- Курьер в белой пижаме. Индия, 1844
- Мужчины в белых пижамах с охотничьими гепардами. Индия, 1844
- Женская пижама из сатина